# Waitangi rakiura
Waitangi rakiura is een vlokreeftensoort uit de familie van de Phoxocephalidae. De wetenschappelijke naam van de soort is voor het eerst geldig gepubliceerd in 1974 door Cooper & Fincham.